# Campionato Roraimense 2015
Il Campionato Roraimense 2015 è stata la 60ª edizione del Campionato Roraimense.

## Squadre partecipanti
| Squadra          | Città     |
| ---------------- | --------- |
| Atlético Roraima | Boa Vista |
| Baré             | Boa Vista |
| GAS              | Boa Vista |
| Náutico-RR       | Caracaraí |
| Rio Negro-RR     | Boa Vista |
| São Raimundo-RR  | Boa Vista |

## Primo turno (Taça Boa Vista)
|  | Pos. | Squadra          | Pt | G | V | N | P | GF | GS | DR  |
|  | ---- | ---------------- | -- | - | - | - | - | -- | -- | --- |
|  | 1.   | Náutico-RR       | 12 | 5 | 4 | 0 | 1 | 14 | 6  | +8  |
|  | 2.   | São Raimundo-RR  | 12 | 5 | 4 | 0 | 1 | 21 | 7  | +14 |
|  | 3.   | Rio Negro-RR     | 7  | 5 | 2 | 1 | 2 | 5  | 11 | -6  |
|  | 4.   | Baré             | 6  | 5 | 2 | 0 | 3 | 8  | 9  | -1  |
|  | 5.   | Atlético Roraima | 4  | 5 | 1 | 1 | 3 | 5  | 17 | -12 |
|  | 6.   | GAS              | 3  | 5 | 1 | 0 | 4 | 4  | 10 | -6  |

| Taça Boa Vista      |
| ------------------- |
|                     |
| Náutico-RR Campione |

## Seconda fase (Taça Roraima)

### Gruppo A
|  | Pos. | Squadra    | Pt | G | V | N | P | GF | GS | DR |
|  | ---- | ---------- | -- | - | - | - | - | -- | -- | -- |
|  | 1.   | Náutico-RR | 4  | 2 | 1 | 1 | 0 | 6  | 1  | +5 |
|  | 2.   | Baré       | 4  | 2 | 1 | 1 | 0 | 4  | 1  | +3 |
|  | 3.   | GAS        | 0  | 2 | 0 | 2 | 0 | 2  | 10 | -8 |

### Gruppo B
|  | Pos. | Squadra          | Pt | G | V | N | P | GF | GS | DR |
|  | ---- | ---------------- | -- | - | - | - | - | -- | -- | -- |
|  | 1.   | São Raimundo-RR  | 6  | 2 | 2 | 0 | 0 | 5  | 1  | +4 |
|  | 2.   | Atlético Roraima | 3  | 2 | 1 | 0 | 1 | 4  | 2  | +2 |
|  | 3.   | Rio Negro-RR     | 0  | 2 | 0 | 0 | 2 | 0  | 6  | -6 |

### Fase finale
|  | Semifinali       | Semifinali       | Semifinali |            |      | Finale | Finale | Finale |  |
|  |                  |                  |            |            |      |        |        |        |  |
|  | São Raimundo-RR  | São Raimundo-RR  | 0          |            |      |        |        |        |  |
|  | São Raimundo-RR  | São Raimundo-RR  | 0          |            |      |        |        |        |  |
|  | Baré             | Baré             | 1          |            |      |        |        |        |  |
|  | Baré             | Baré             | 1          |            | Baré | Baré   | 1      |        |  |
|  |                  |                  |            |            | Baré | Baré   | 1      |        |  |
|  |                  |                  | Náutico-RR | Náutico-RR | 2    |        |        |        |  |
|  | Náutico-RR       | Náutico-RR       | Náutico-RR | Náutico-RR | 2    | 1 (4)  |        |        |  |
|  | Náutico-RR       | Náutico-RR       |            |            |      |        |        |        |  |
|  | Atlético Roraima | Atlético Roraima | 1 (3)      |            |      |        |        |        |  |

| Taça Roraima        |
| ------------------- |
|                     |
| Náutico-RR Campione |

| Campionato Roraimense 2015      |
| ------------------------------- |
| Náutico-RR Campione (3º titolo) |

## Classifica finale
|  | Pos. | Squadra          | Pt | G | V | N | P | GF | GS | DR  |
|  | ---- | ---------------- | -- | - | - | - | - | -- | -- | --- |
|  | 1.   | Náutico-RR       | 20 | 9 | 6 | 2 | 1 | 23 | 9  | +14 |
|  | 2.   | São Raimundo-RR  | 18 | 8 | 6 | 0 | 2 | 26 | 9  | +17 |
|  | 3.   | Baré             | 13 | 9 | 4 | 1 | 4 | 14 | 12 | +2  |
|  | 4.   | Atlético Roraima | 8  | 8 | 3 | 2 | 3 | 10 | 20 | -10 |
|  | 5.   | Rio Negro-RR     | 7  | 7 | 2 | 1 | 4 | 5  | 17 | -12 |
|  | 6.   | GAS              | 3  | 7 | 1 | 0 | 6 | 6  | 20 | -14 |

Legenda:

      Ammesso al Campeonato Brasileiro Série D 2015, alla Copa Verde 2016, e alla Coppa del Brasile 2016